# Франция на «Евровидении-1956»
Франция дебютировала в «Евровидении 1956», проходившем в Лугано, Швейцария, 24 мая 1956 года. На конкурсе страну представили Мате Альтери с песней «Le Temps perdu», выступившая пятой, и Дани Доберсон с композицией «Il est là», выступив под номеров 12. Ни одна из песен не заняла первое место.
Комментатором конкурса от Франции в этом году стал Мишель Ребель (RTF). Мате и Дани выступили в сопровождении оркестра под руководством Франка Пурселя.

## Внутренний отбор
Мате Альтери и Дани Доберсон были отобраны телеканалом RTF, чтобы представлять Францию на конкурсе.